# Cayon (olive)
Pour les articles homonymes, voir Cayon (homonymie).
La Cayon est une variété cultivée d'olives (cultivar) produite par l'arbre dénommé le Cayon. On en trouve principalement dans le département du Var. 

## Diffusion
Si le cayon est particulièrement fréquent dans le Var, où il est l'une des principales variétés, sa culture s'est étendue vers d'autres départements du sud de la France (Aude, Drôme, Hérault et Vaucluse) et en Algérie.

## Synonyme
Cette variété est désignée localement sous les noms d'Entrecastellen, Plant d'Étranger, Nasies, Montfortaise et Race de Montfort. En Algérie, elle est connue sous le nom de Roulette de Sóumam.

## Caractéristiques
Le cayon est utilisé principalement pour la production d'huile d'olive. Il donne une huile douce, au fruité dominé par un goût de tomate.
Cette variété est très appréciée pour son rôle de polliniseur des autres variétés d'olives.